# Basbiti
Basbiti (nep. बसबिटी) – gaun wikas samiti we wschodniej części Nepalu w strefie Sagarmatha w dystrykcie Saptari. Według nepalskiego spisu powszechnego z 2001 roku liczył on 619 gospodarstw domowych i 3626 mieszkańców (1802 kobiet i 1824 mężczyzn).